# Enis Gavazaj
Enis Gavazaj (født 21. marts 1995 i Prizren, Kosovo) er en fodboldspiller fra Albanien/Kosovo, som spiller for belgiske KAA Gent.

## Klubkarriere

### KAA Gent
Gavazaj tilbragte sin barndom i Kosovo, i hovedstaden Pristina, og spillede på de lokale hold, KF Liria og FK Pristina. Efter bud fra bl.a. KAA Gent og Borussia Dortmund, underskrev han en kontrakt 1-årig kontrakt med KAA Gent den 9. august 2013. Han spillede på klubbens U19 hold indtil januar 2014.
Han fik sin debut for Gent i en ligakamp imod KRC Genk den 26. januar 2014.